# Teehybride
Die Teehybriden oder Edelrosen bilden die älteste Klasse der „modernen“ Kulturrosen. Sie wurden erstmals im 19. Jahrhundert aus chinesischen Teerosen und europäischen Remontant-Rosen gekreuzt. Durch die Gene der China-Rosen haben sich die Eigenschaften der seither neu eingeführten Rosenklassen grundlegend geändert. Neben positiven Eigenschaften wie Dauerblüte, der Erweiterung der Farbskala und neuer Duftnoten gelangten auch negative Faktoren – wie Anfälligkeit für Rosenkrankheiten, ein geringerer bis fehlender Duft mancher Sorten sowie häufig eine geringe Winterhärte – in die Zuchtlinien der modernen Rosen.

## Die erste Teehybride

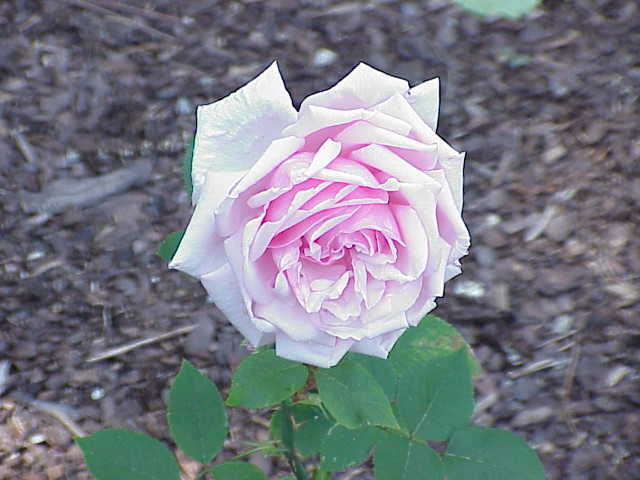
'La France', Guillot Fils, Frankreich 1867

Die Definition der Amerikanischen Rosengesellschaft ARS von 1966 besagt, dass eine Rose als „Alte Rose“ zu bezeichnen ist, wenn sie zu einer Rosenklasse gehört, die vor Einführung der Teehybriden bestand. Allgemein heißt es, die Rosensorte 'La France' (Guillot fils, 1867) sei die erste Teehybride. Sie vereint die erwünschte Dauerblüte mit einem gefälligen Wuchs, guter Frosthärte und den edel wirkenden, hochgebauten Knospen, die sich zu großen Blüten öffnen.
Im 19. Jahrhundert, als die heutige Klassifizierung entwickelt wurde, pflegte man jede neue Sorte bei ihrer Muttersorte einzureihen; wenn sie von dieser zu sehr abwich, fügte man das Wort „Hybride“ der Klassenbezeichnung hinzu. So war eine „Teehybride“ eine Rose aus dem Samen einer Teerose, befruchtet durch den Pollen der Rose „irgendeiner“ anderen Klasse. Diese Sorte wurde hierbei nicht beachtet, da man sie einerseits oftmals nicht identifizieren konnte und andererseits die Ansicht vorherrschte, die Befruchtersorte spiele bei der Bildung einer Hybride nur eine untergeordnete Rolle. Gezielte Kreuzungen mit Erfolg sind vor 1860 nicht vorgenommen worden.
Henry Bennett begann jedoch um 1870 damit, die wissenschaftlichen Erkenntnisse der Vererbungslehre von der Viehzucht auf die Rosenzucht zu übertragen und systematisch Teerosen-Hybriden unter gleichmäßiger Berücksichtigung von Vatersorte und Muttersorte zu züchten. Die Société Lyonnaise d´Horticulture nannte Bennets Rosen um 1880 „Teehybriden“.
Im Jahre 1809 führte Sir Abraham Hume die Rose 'Hume´s Blush Tea-scented China' ein. Obwohl diese anscheinend selbststeril war, gab es eines Tages doch einen Sämling, vermutlich von einer Gallicarose befruchtet. Diese Rose kam 1815 als 'Brown's Superb Blush' in England in den Handel. Die Sorte ist aus heutiger Sicht eine Teehybride. Sie blühte allerdings nur einmal und war vermutlich triploid und steril.

## Frühe Sorten
- 1867 kam die Sorte 'La France' (Guillot Fils). Die Angabe, 'Mme Victor Verdier' × 'Mme. Bravy' seien ihre Eltern, ist nicht belegt. Es ist dagegen überliefert, dass Guillot selbst sagte, er habe diese Pflanze in einem Beet mit einem Gemisch aus Teerosensaatgut gefunden. Somit konnte er auch nichts über ihre Eltern wissen.
- Es kamen 'Capitain Christy' (Lacharme 1873 – wurde gleich als Teehybride bezeichnet), 'Cheshunt Hybrid' (George Paul 1872), 'Lady Mary Fitzwilliam' (Bennett 1883 – aus 'Devioniensis' × 'Victor Verdier'), 'Souvenir of Wootton' (John Cook 1888, dunkelrot – ist die erste amerikanische Teehybride aus 'Bon Silène' × 'Louis van Houtte') und 1890 dann 'Mme. Caroline Testout' (Pernet-Ducher – aus 'Mme. de Tartas' × 'Lady Mary Fitzwilliam').

Erst seit dieser Zeit wird die Klassenbezeichnung „Teehybride“ im heutigen Sinne gebräuchlich. Jetzt war die Zeit der Rosenzüchtung, besonders der Teehybriden, angebrochen und diese Gruppe ist die größte aller Zeiten geworden. Manche der frühen Teehybriden waren zwar kräftig im Wuchs und auch gut winterhart, aber viele empfindlich durch ihre Abstammung von der frostempfindlichen Teerose. Durch die fortgesetzte Kreuzung, Inzucht, Verfolgung bestimmter Zuchtrichtungen degenerierten die Teehybriden mit der Zeit erheblich.

## Weitere Entwicklung

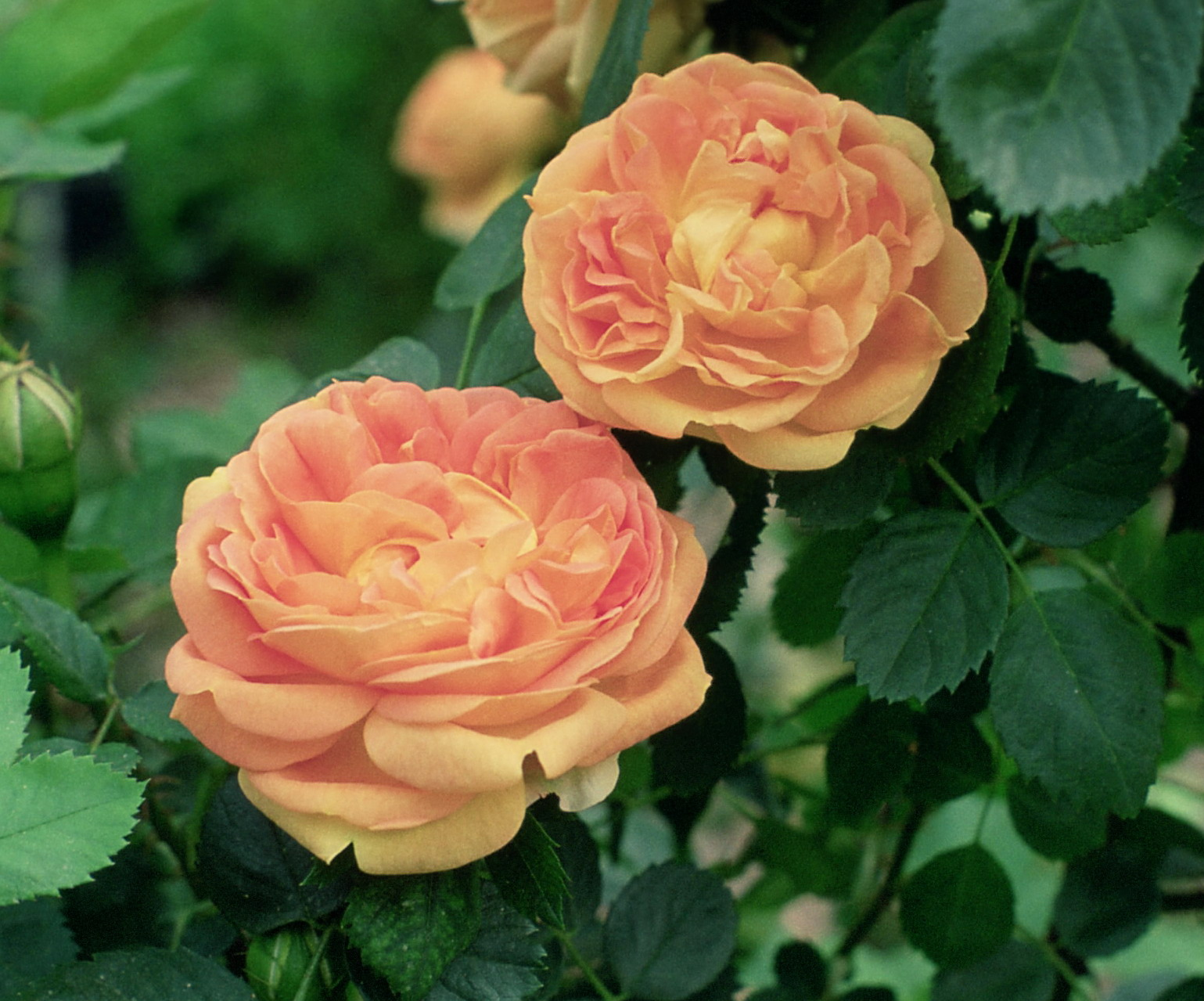
'Soleil d'Or', Pernet-Ducher 1900

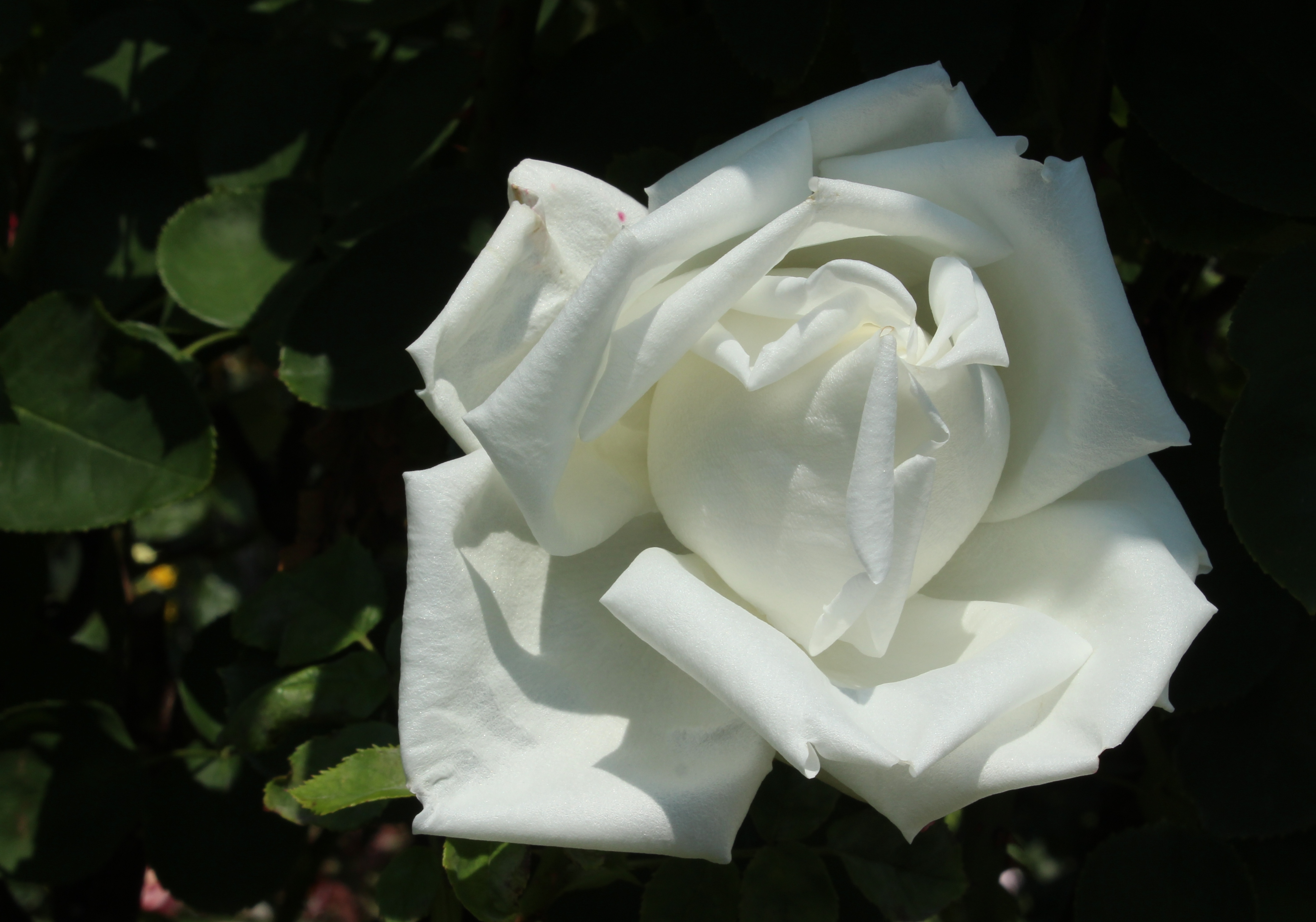
'Frau Karl Druschki', Lambert 1901

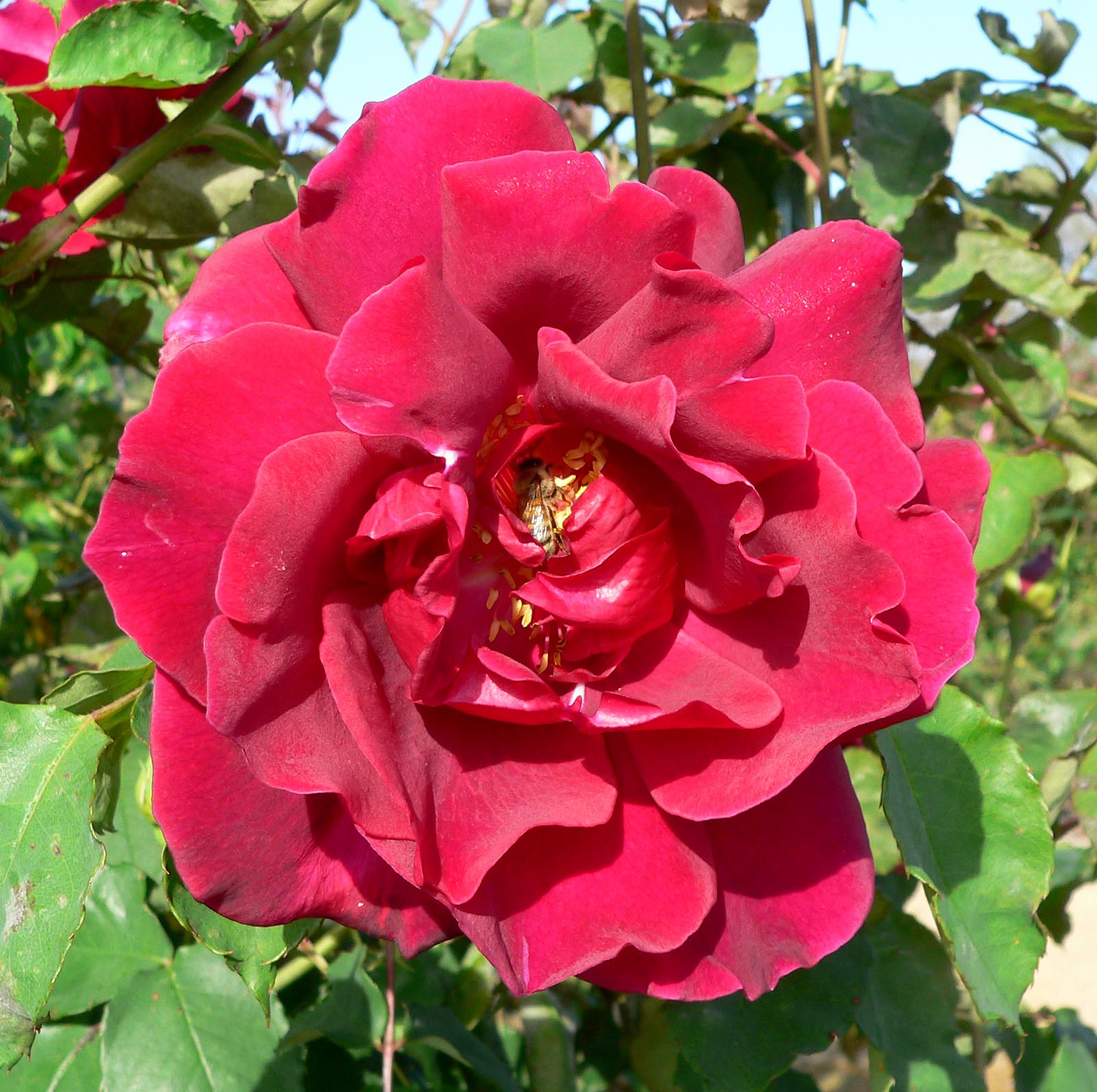
'Etoile de Hollande', Verschuren 1919

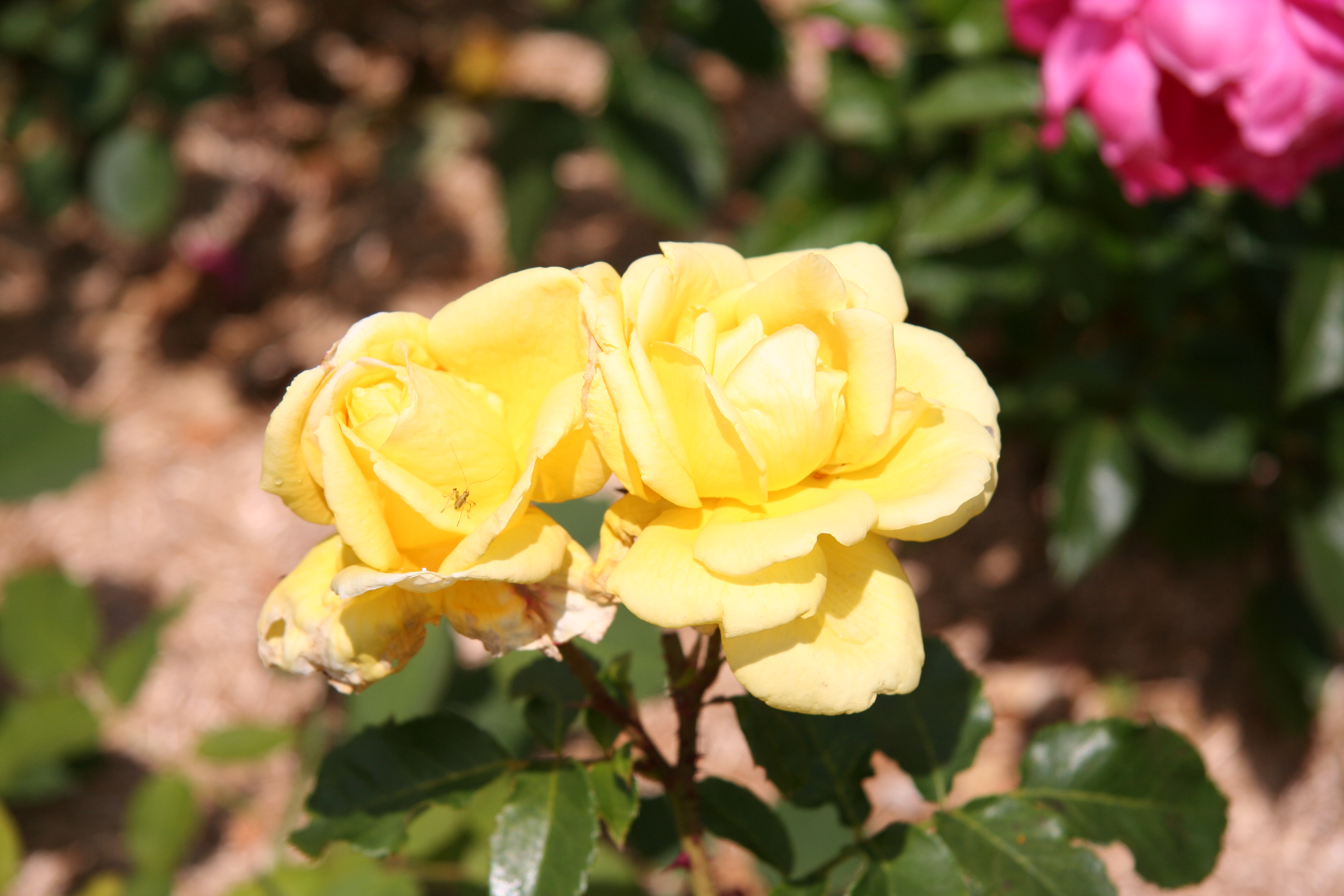
'Souvenir de Claudius Pernet', Pernet-Ducher 1920

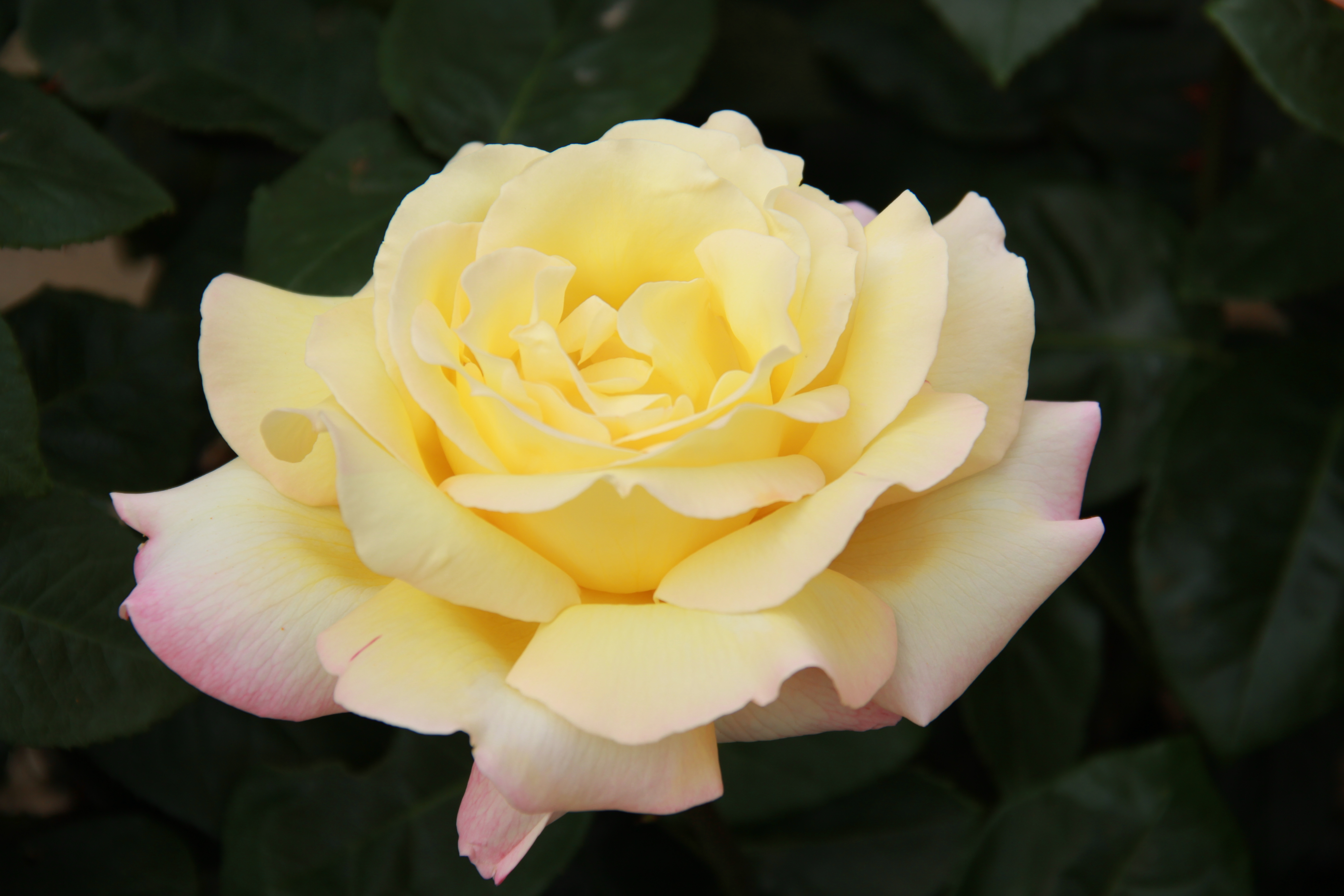
'Gloria Dei', Meilland vor 1939

Das wurde noch schlechter, als durch die Einkreuzung mit Rosa foetida die "Pernetiana-Rosen" entstanden. Diese verbreiterten die Farbskala zwar sehr erfreulich, verminderten aber die Widerstandsfähigkeit der Pflanzen gegen Krankheiten (insbesondere Schwarzflecken und Rost) und die Wüchsigkeit ganz beträchtlich.
Die nach dem Rosenzüchter Joseph Pernet-Ducher benannten „Pernetiana-“ oder „Pernetrosen“ sind heute vollkommen mit den Teehybriden verschmolzen, bildeten aber zu Beginn ihrer Entwicklung eine eigene Gruppe. Die Teehybriden blühten (wenn man von den Nachkommen von 'Parks Yellow Tea-scented China' einmal absieht) im Allgemeinen nur rosa, rot oder weiß, mit allen Zwischentönen, während ein wirkliches Gelb fehlte. Eine goldgelbe, ziemlich großblumige Wildrose, Rosa foetida (syn. Rosa lutea), brachte Clusius bereits 1542 aus Kleinasien nach Europa, und zwar nach Österreich. Von hier aus wurde sie verbreitet. 1596 kennt Gerard in England diese Rose ('Austrian Yellow') und auch bereits ihre Mutation 'Rosa foetida Bicolor' (= 'Austrian Copper'). Letztere ist eine Rose mit der Farbkombination goldgelb außen und kupferrot innen. Sie war bedeutend schöner als die heimische hellgelbe Dünenrose (Rosa pimpinellifolia). Beide haben indessen einen Fehler, denn die Blüten haben keinen angenehmen Duft; sie riechen tatsächlich etwas nach Wanzen. Außerdem waren die Blätter sehr anfällig für Sternrußtau, und schließlich, und das war entscheidend, die Blüten waren steril.
1837 fand Sir John Willock in Persien eine ziemlich großblumige, gefüllte Form der Rosa foetida, die den Namen 'Persian Yellow' erhielt. Sie hatte zwar die gleichen schlechten Eigenschaften der Muttersorte, war aber fertil. Endlich gelang 1900 Pernet-Ducher ein erster Anfang. Er kreuzte die violettrote Remontantrose 'Antoine Ducher' mit 'Persian Yellow'. Die meisten Sämlinge hieraus waren wertlos, so dass er alle bis auf einen, der besonders kräftig war, fortwarf. Als er eines Tages hier nun eine duftende, schöne gelbe Blüte fand, sah er zu seiner Überraschung, dass diese zu einem zufällig daneben stehengebliebenen schwachen Sämling gehörte; dieser schwache Sämling, den er 'Soleil d'Or' nannte, wurde außerordentlich bedeutsam für die Züchtung der Pernetiana-Rosen. Pernet-Ducher kreuzte mit seinen gelben Rosen weiter und erzielte 1920 'Souvenir de Claudius Pernet' und andere. Nun begannen aber auch die anderen Züchter, mit den gelben Rosen zu kreuzen, und es entstanden die Farbtöne unserer modernen Rosen. Dennoch darf nicht übersehen werden, dass um 1940 die Teehybriden den Gipfel ihrer Vollendung überschritten hatten und Anzeichen der Degeneration aufwiesen.
1945 kam durch 'Gloria Dei' von Meilland die große Wende. Die ungemein stark wüchsige Rose war nicht nur kerngesund, sondern hatte auch große, edle Blüten, überhaupt alle Eigenschaften, welche man nur wünschen konnte. Eine neue Periode der Züchtertätigkeit begann, die noch stets anhält.

## Moderne Teehybriden

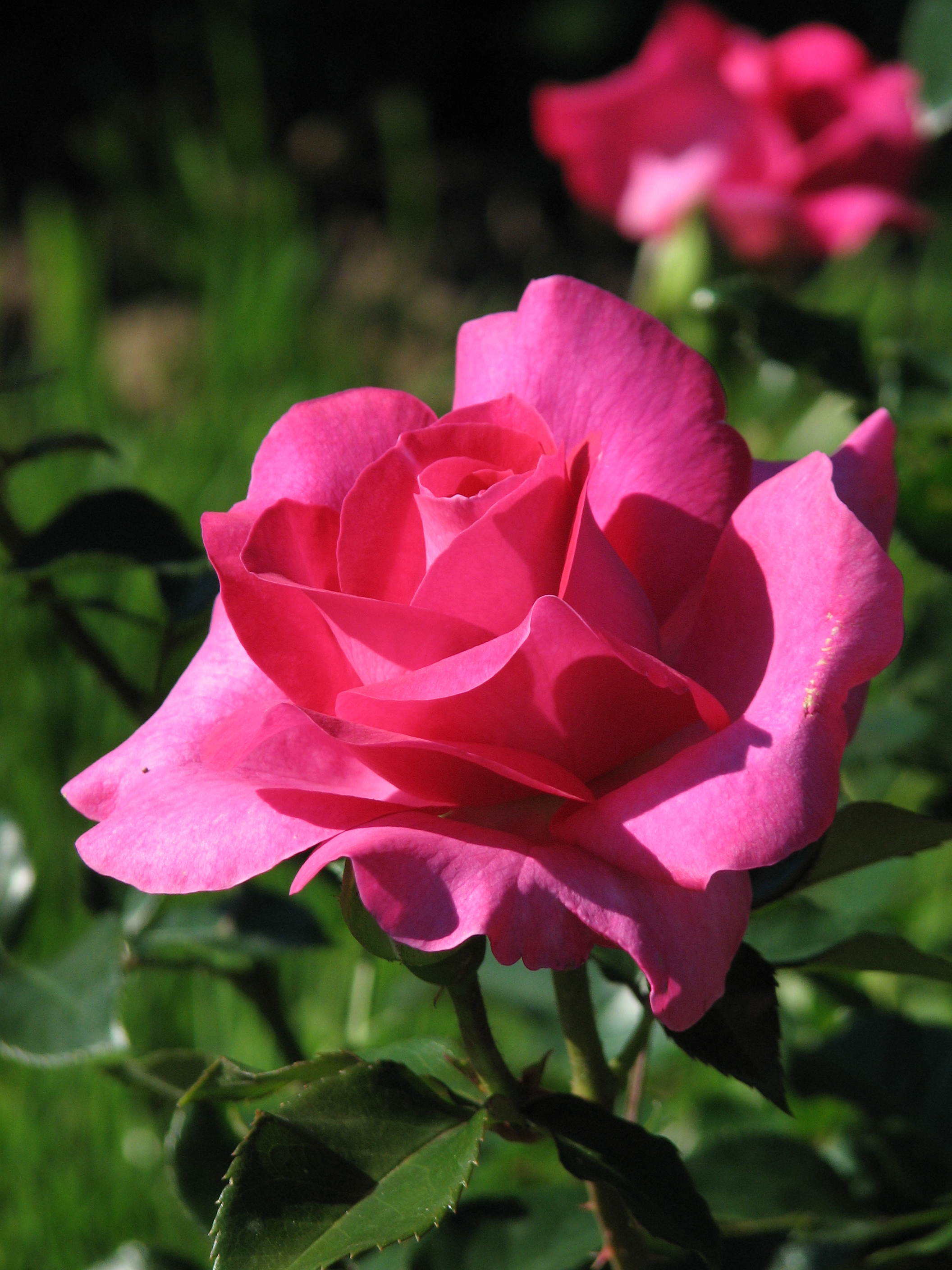
'Manou Meilland', Meilland vor 1977

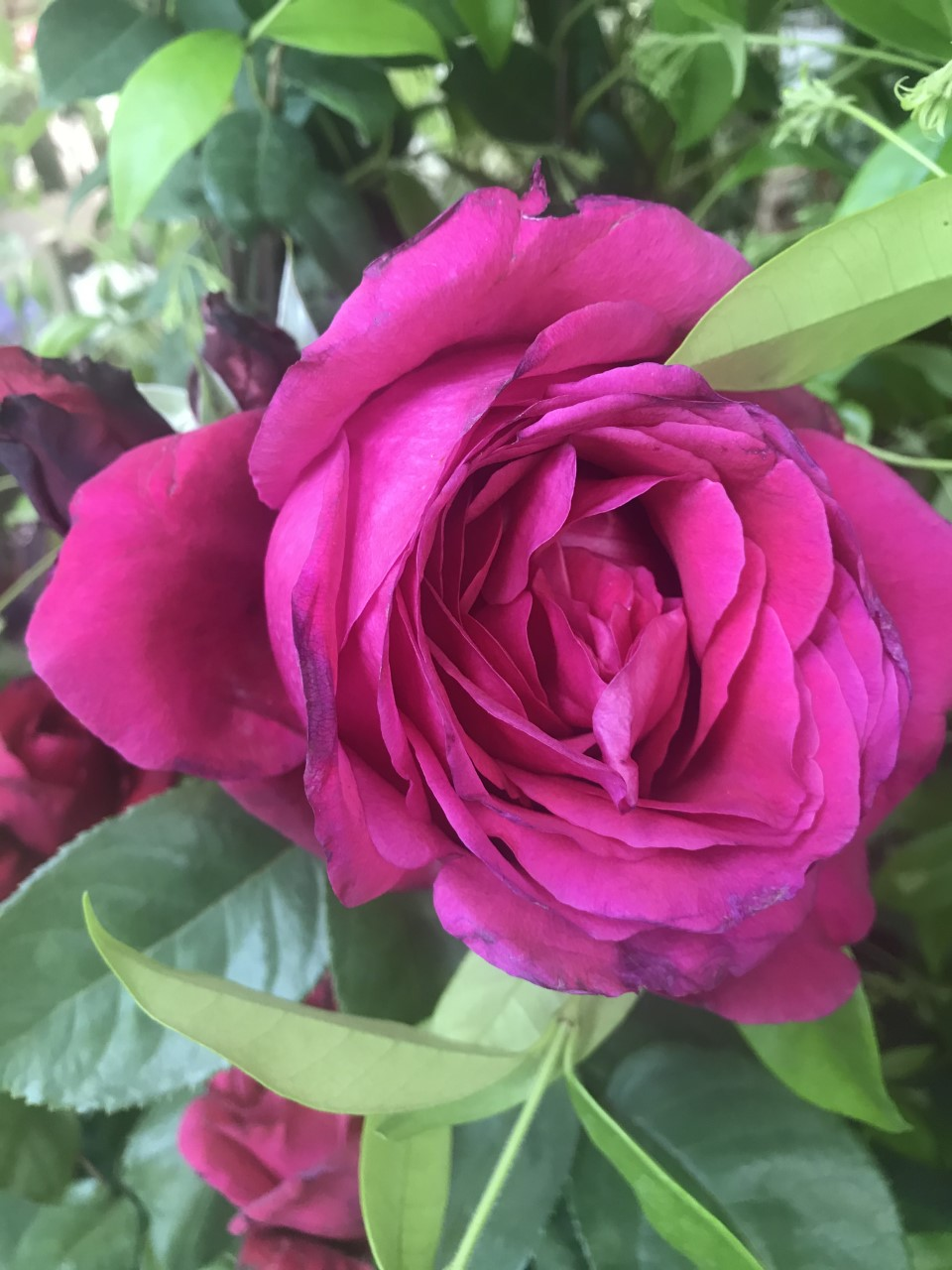
'Charlotte Rampling', Meilland 1987

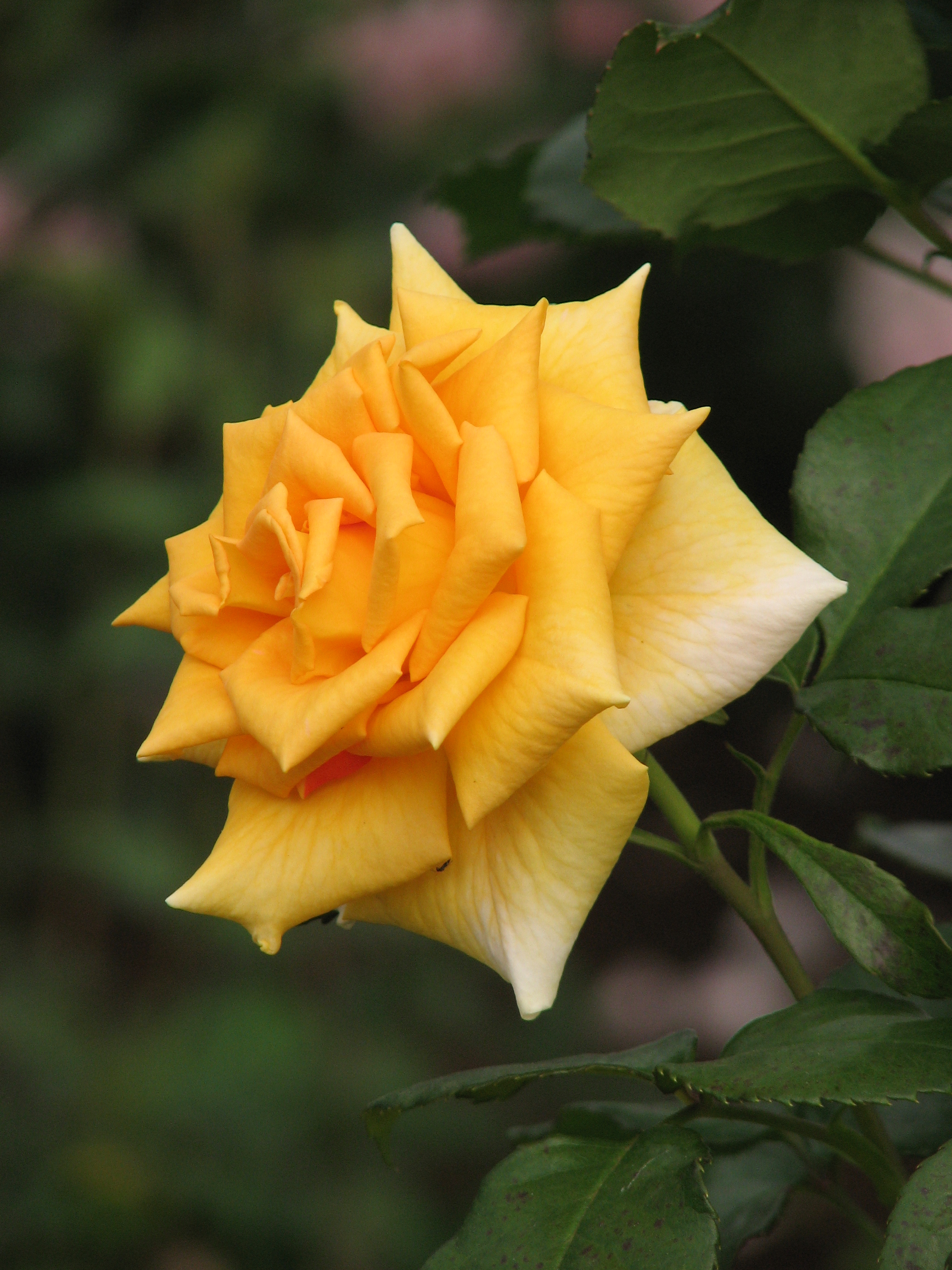
'Golden Monica', Tantau 1988

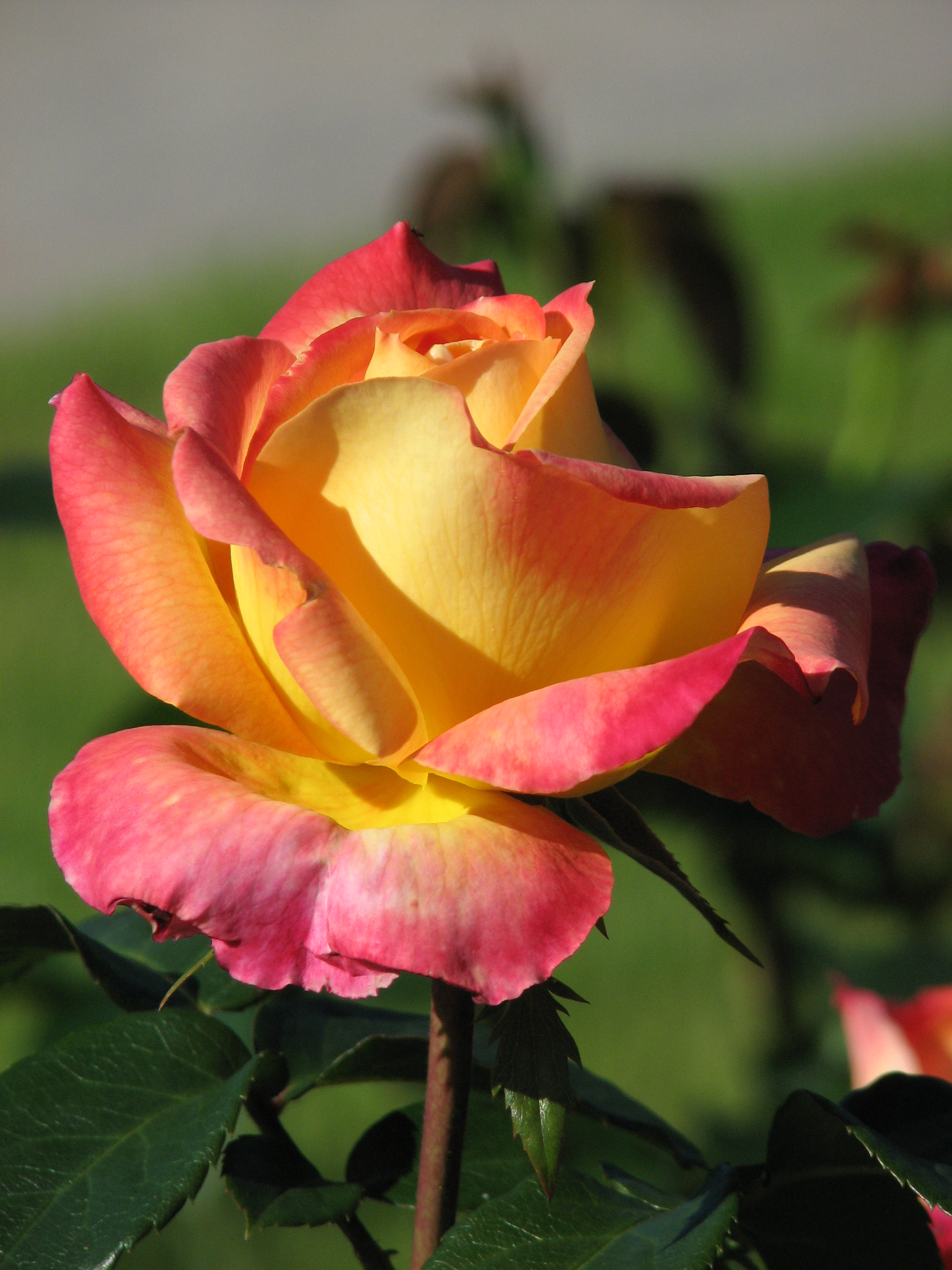
'Pullman Orient Express', Lim & Twomey 1991

Eine Auswahl moderner Teehybriden:
| Sorte               | Züchter              | Jahr | Farbe                       | Auszeichnung                   | Foto |
| ------------------- | -------------------- | ---- | --------------------------- | ------------------------------ | ---- |
| 'Aachener Dom'      | Meilland             | 1981 | rosa                        |                                |      |
| 'Ambiente'          | Noack                | 2001 | weiß                        |                                |      |
| 'Augusta Luise'     | Rosen Tantau         | 1999 | rosa                        |                                |      |
| 'Baccara'           | Meilland             | 1954 | rot                         |                                |      |
| 'Camp David'        | Rosen Tantau         | 1984 | rot                         |                                |      |
| 'Double Delight'    | Swim & Ellis         | 1978 | rot-weiß                    | Weltrose 1985                  |      |
| 'Duftwolke'         | Rosen Tantau         | 1963 | korallenrot                 | Weltrose 1981                  |      |
| 'Elbflorenz'        | Le Cannet-des-Maures | 1997 | rosa                        |                                |      |
| 'Elina'             | Dickson              | 1984 | cremeweiß                   | Weltrose 2006                  |      |
| 'Freedom'           | Dickson              | 1984 | gelb                        |                                |      |
| 'Garden Party'      | Swim                 | 1959 | weiß                        |                                |      |
| 'Gloria Dei'        | Meilland             | 1945 | gelb-rosa                   | Weltrose 1978                  |      |
| 'Ingrid Bergman'    | Poulsen              | 1984 | rot                         | Weltrose 2000                  |      |
| 'Kölner Karneval'   | Kordes               | 1964 | flieder- bis lavendelfarben |                                |      |
| 'Königin der Rosen' | Kordes               | 1964 | lachsorange                 |                                |      |
| 'Papa Meilland'     | Meilland             | 1963 | rot                         | Weltrose 1988                  |      |
| 'Pascali'           | Lens                 | 1963 | weiß                        | Weltrose 1991                  |      |
| 'Queen Elizabeth'   | Lammerts             | 1954 | rosa                        | Weltrose 1978                  |      |
| 'Sebastian Kneipp'  | Kordes               | 1997 | weiß                        |                                |      |
| 'Sonia Meilland'    | Meilland             | 1971 | lachsrosa                   |                                |      |
| 'Super Star'        | Rosen Tantau         | 1960 | zinnoberrot                 |                                |      |
| 'Wimi'              | Rosen Tantau         | 1982 | rosa                        | benannt nach Willy Millowitsch |      |